# Uralmyra
Uralmyra (Formica uralensis) är en myrart som beskrevs av Mikhail Dmitrievich Ruzsky 1895. Uralmyra ingår i undersläktet Formica sensu stricto, släktet stormyror och familjen myror. IUCN kategoriserar arten globalt som nära hotad.  Inga underarter finns listade i Catalogue of Life.

## Beskrivning
Generellt sett är huvudet brett och svartfärgat (arbetarna kan dock ha svagt rödbruna kinder) med korta antenner. Arbetarna har ett svart fält på mittersta delen av mellankroppens rygg, och resten av mellankroppen gulaktig till rödbrun. Drottningen har liknande färgteckning som arbetarna, men här är hela den mittersta delen av mellankroppens rygg svart. Kroppslängden är 4,5 till 8 mm  för arbetarna, 9 till 11 mm för drottningarna. Hanarna är helt svarta, med rökfärgade vingar och en kroppslängd på mellan 9 och 11 mm. Individerna är svagt behårade, även om hanarna har en tunn, slät behåring på kroppen.

## Ekologi
I Europa utgörs habitatet främst av låglänt myrmark med gles trädväxt, mera sällan av torrare hedmark. I Asien utgörs det däremot i regel av ängar och stäpper.
Bona kan både vara enstaka, isolerade och uppförda i grupper. Själva stacken är låg, och dess utsida kan bestå av många olika material, som kvistar, grässtrån och liknande. I det inre finns kraftigare kvistar som omger en större yngelkammare. Ett bo kan ha flera drottningar, upp till några hundra. Till skillnad från de flesta stackmyror övervintrar inte uralmyran djupt ner i själva stacken, utan lämnar stacken till vintern och övervintrar tillsammans under mossa, torv eller bland trädrötter.
Myrornas främsta näringskälla är honungsdagg från omgivande bladluskolonier på tallar och björkar.
Arten parar sig från slutet av juni till början av augusti i eller nära boet. Parning kan även äga rum vid svärmning.

## Utbredning
Uralmyran förekommer i Europa från Frankrike i väster, över Tyskland, Schweiz, Polen, de nordiska länderna, Lettland och Litauen till Ukraina, Ryssland och Kazakstan. I Asien förekommer arten i södra Sibirien, Mongoliet och östra Kina.
I Sverige finns arten i hela landet utom på Öland och Gotland, och i Finland förekommer den norrut till Norra Österbotten samt ett par fynd från södra Lappland.

## Bevarandestatus
Globalt klassificerar IUCN den som nära hotad, "NT", och anger habitatförändringar som främsta orsak, även om arten påverkas av att smådjursindustrin använder deras ägg och puppor som näring. I Sverige och Finland är arten däremot klassificerad som livskraftig (LC).